# Pusiola holoxantha
Pusiola holoxantha är en fjärilsart som beskrevs av George Francis Hampson 1918. Pusiola holoxantha ingår i släktet Pusiola och familjen björnspinnare. Inga underarter finns listade.